# Hradlový závěr

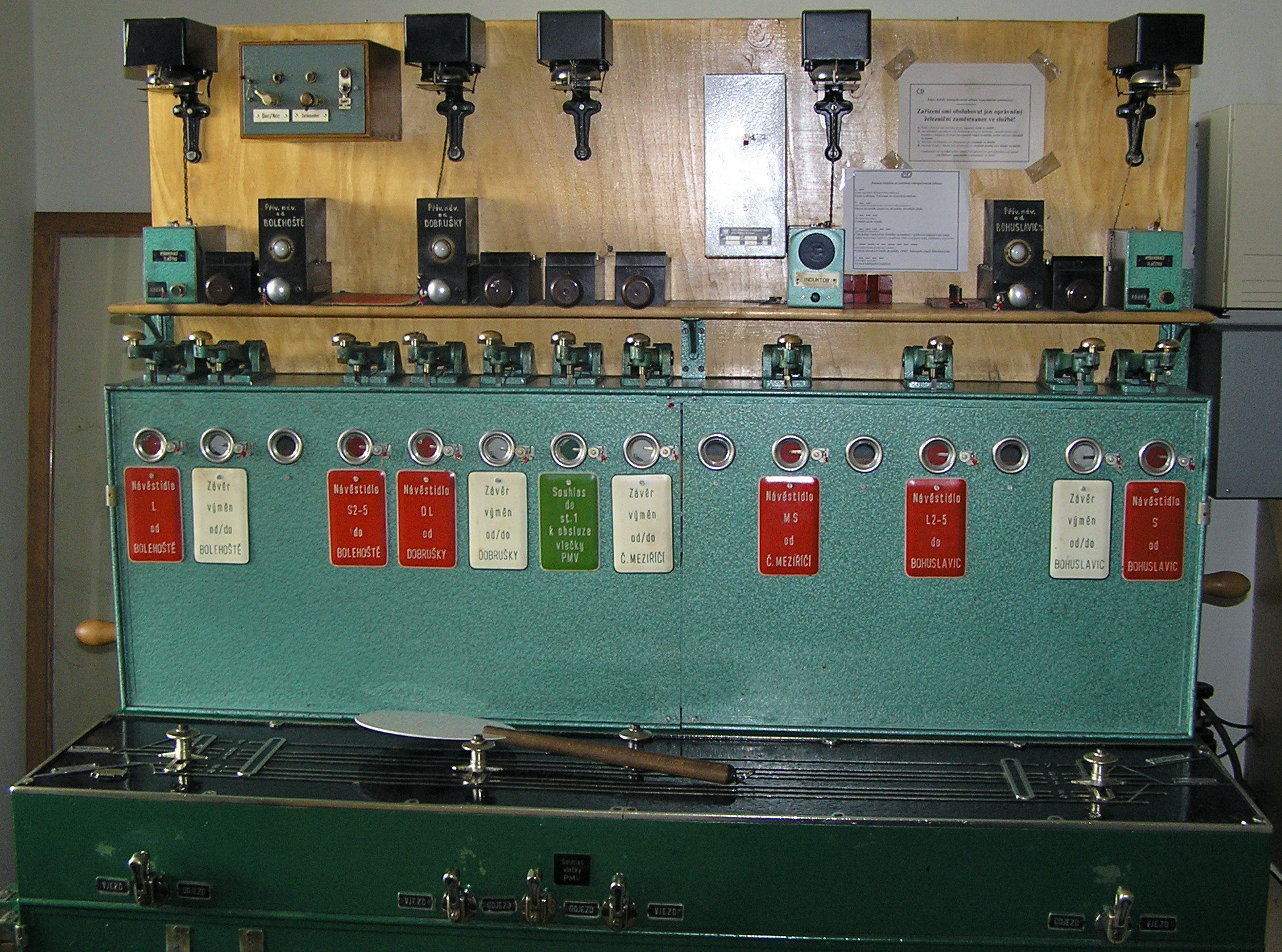
Řídící přístroj elektromechanického zabezpečovacího zařízení v železniční stanici Opočno pod Orlickými horami. Řídící přístroj je umístěn v dopravní kanceláři a obsluhuje jej výpravčí; tento je vybaven 11 hradlovými závěry, k jednomu každému z nich přísluší tabulka s označením a okénko hradlové clonky, která indikuje polohu závěru. Červenými tabulkami jsou označeny návěstní závěry vjezdových a odjezdových návěstidel, bílé tabulky přísluší závěrům výměn. Zelená tabulka patří k hradlovému závěru souhlasu k obsluze vlečky. Nad jednotlivými okénky jsou umístěna hradlová tlačítka.

Hradlový závěr (též hradlová vložka) je elektromechanická součástka tvořící součást elektromechanického železničního zabezpečovacího zařízení. Umožňuje bezpečný přenos jednobitové informace elektrickou cestou a převod této elektrické informace na mechanické vazby dalších prvků zabezpečovacího zařízení. Hradlový závěr vynalezl v roce 1870 německý elektrotechnik Carl Frischen.

## Konstrukce a funkce hradlového závěru
Hradlové závěry jsou umístěny v plechové hradlové skříni. Součástí hradlového závěru je dvoubarevná clonka indikující polohu hradlového závěru, která je umístěna v okénku na hradlové skříni. Pod okénkem se nachází tabulka s označením příslušného hradlového závěru.
Hradlové závěry spolupracují obvykle dva proti sobě, např. jeden v dopravní kanceláři, druhý stejného druhu na stavědle, na hradle nebo v sousední stanici. Výjimečně nemá hradlový závěr dvojici (např. hradlová zarážka, která pracuje při obsazení izolované kolejnice vlakem). Hradlové závěry fungují buď na střídavý nebo, v případě že jsou vybavovány samočinně obsazením izolované kolejnice vlakem, na stejnosměrný proud. Zdroj střídavého proudu pro obsluhu hradlových závěrů je tvořen induktorem, ručně poháněným klikou vystupující z boku hradlové skříně.
Hradlový závěr se uzavírá stlačením hradlového tlačítka nad ním za současného vyrábění elektřiny induktorem. Uzavíráním hradlového závěru se elektricky uvolňuje spolupracující hradlový závěr stejného druhu.

### Hradlový závěr na střídavý proud

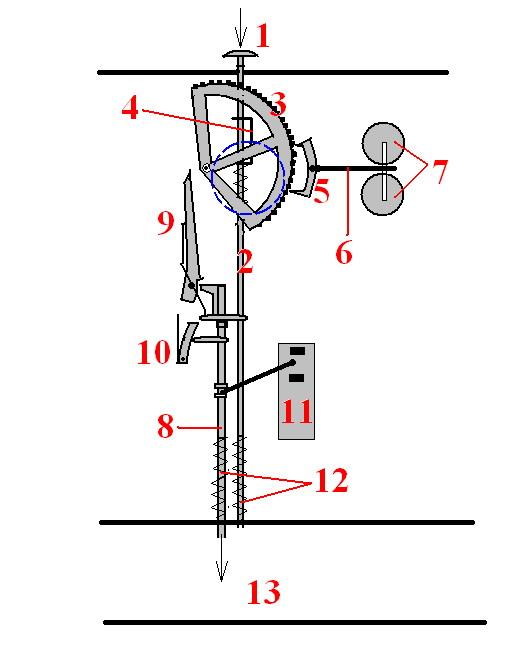
Jednoduché schéma hradlového závěru v uvolněné poloze.
1: hradlové tlačítko
2: tlačná tyč
3: ozubená kruhová výseč
4: rámeček s pružinou
5: zdržovadlo
6: kotva elektromagnetu
7: cívky elektromagnetu
8: závěrná tyč
9: závěrná západka
10: pojistná západka
11: spínače elektrických kontaktů
12: pružiny
13: pravítková skříň s mechanickými závislostmi
Na obrázku není zachycena dvoubarevná clonka překrývající kruhovou výseč. Modrou kružnicí je naznačena poloha okénka na hradlové skříni.

Hradlový závěr na střídavý proud se uzavírá i uvolňuje střídavým elektrickým proudem. Většina hradlových závěrů je tohoto typu.

#### Konstrukce
Střídavý hradlový závěr je uložen v hradlové skříni, na jejímž vrchu je umístěno hradlové tlačítko stlačující tlačnou tyč, která vstupuje do hradlové skříně. Tam je na tlačné tyči umístěn rámeček tlačící na kruhovou výseč, připomínající třetinu ozubeného kola. Na kruhové výseči je připevněna dvoubarevná clonka, která je vidět v okénku hradlového přístroje a která tím indikuje polohu hradlového závěru. Do zubů této výseče zapadá zdržovadlo spojené s kotvou elektromagnetu na střídavý proud. Tlačná tyč pokračuje dolů pod kruhovou výseč a tam se její pohyb směrem dolů přenáší na závěrnou tyč, která pokračuje hradlovou skříní dolů až do pravítkové skříně, kde zprostředkovává mechanické vazby a závislosti. Rámeček na tlačné tyči, tlačná tyč i zádržná tyč jsou opatřeny pružinami, které je tlačí do horní polohy. Závěrná tyč však může být přidržována závěrnou západkou zapadající do osy kruhové výseče. Pohybem závěrné (popř. tlačné) tyče se přestavují elektrické kontakty, umístěné na přilehlé desce z izolantu. Tím jsou zprostředkovány elektrické závislosti mezi hradlovými závěry.

#### Funkce

##### Uzavírání střídavého hradlového závěru
Hradlový závěr se uzavírá stlačením hradlového tlačítka a točením klikou induktoru, zároveň se uvolňuje spolupracující hradlový závěr (např. výpravčí v dopravní kanceláři uzavírá návěstní hradlový závěr na řídícím přístroji a tím uvolňuje návěstní hradlový závěr na výhybkářském přístroji na stavědle, aby mohl signalista postavit návěstidlo do polohy dovolující jízdu.) Stisknutím hradlového tlačítka se posune tlačná tyč směrem dolů (a s ní i vodící rámeček), pohyb dolů se přenese i na závěrnou tyč, která tím zprostředkuje mechanickou závislost v přístroji, a na závěrnou západku, která se překlopí přes osu kruhové výseče. Otáčením klikou induktoru se vyrábí elektrický proud, který prochází cívkami magnetu, čímž se uvádí do kmitavého pohybu kotva magnetu a na ní připojené zdržovadlo. Kýváním zdržovadla se postupně uvolňují zuby ozubené kruhové výseče a ta se otáčí směrem dolů. V okénku hradlové skříně se mění barva clonky. Po úplné změně barvy clonky je kruhová výseč úplně přetočena do spodní polohy (otočí se o necelých 90°). Zaměstnanec pustí hradlové tlačítko a ustane s točením induktoru. Tlačná tyč se pružinou vrátí do horní polohy a zapadne na ní pojistná západka, která brání jejímu opětovnému stlačení, dokud je hradlový závěr uzavřen. Kruhová výseč ve své dolní poloze, kde je držena zdržovadlem, přidržuje závěrnou západku překlopenou a ta tím drží (navzdory pružině) v dolní poloze i závěrnou tyč.

##### Uvolňování střídavého hradlového závěru
Hradlový závěr se uvolňuje tím, že je na jiném přístroji uzavírán s ním spolupracující hradlový závěr (např. signalista po průjezdu vlaku uzavírá na výhybkářském přístroji na stavědle návěstní hradlový závěr, čímž se na řídícím přístroji v dopravní kanceláři uvolňuje návěstní závěr do základní polohy). Ze spolupracujícího právě uzavíraného hradlového závěru přitéká elektrickým vedením, položeným ve stanici či podél trati v zemi nebo na sloupech, elektrický proud do elektromagnetu v „našem“ hradlovém závěru. Hradlový závěr pracuje opačně než při uzavírání - elektromagnet kývá kotvou a zdržovadlem, to se vymyká z ozubů kruhové výseče, takže se kruhová výseč, jež je pružinou rámečku umístěného na tlačné tyči tlačena vzhůru, otáčí nahoru a v okénku na hradlové skříni se mění barva clonky. Otočením kruhové výseče do horní polohy se uvolní závěrná západka, ta se odklopí a tím uvolní závěrnou tyč, která se silou pružiny pohne vzhůru a tím uvolní doposud zapevněné mechanické závislosti přístroje. Současně se též vyklesne pojistná západka bránící stlačení tlačné tyče a hradlového tlačítka. Hradlový závěr je v uvolněné poloze a je možné jej opět uzavřít.

## Typy hradlových závěrů
Hradlové závěry můžeme rozdělit podle účelu, který plní v zabezpečovacím zařízení na tyto druhy:
- návěstní: Výpravčí jím dovoluje signalistovi postavení vlakové cesty a příslušného návěstidla pro jízdu vlaku, po projetí vlaku jím signalista uzavírá příslušné návěstidlo v poloze „Stůj“ (mechanická vazba) a výpravčímu uvolňuje návěstní hradlo pro další použití a dává zprávu, že celý vlak projel příslušnou vlakovou cestu.
- výměnový: Signalista jím uzavírá vlakovou cestu (výhybky, výkolejky apod.), současně výpravčímu oznamuje postavení a zajištění vlakové cesty (elektrický přenos informace). Po jízdě vlaku a zrušení vlakové cesty signalistou (uzavření návěstního hradla na stavědle) uvolní výpravčí výměnové hradlo a tím i výhybky a ostatní předtím uzavřené prvky.
- traťové souhlasové hradlo: Výpravčí si jím vzájemně udělují traťové souhlasy pro vjezd na trať vybavenou poloautomatickým blokem (poloautoblokem).
- počáteční traťové hradlo: Používá se na tratích vybavených poloautomatickým blokem, jeho tlačítko je spojené s tlačítkem odjezdového návěstního hradla na řídícím přístroji (u výpravčího). Výpravčí si jím při povolení jízdy blokuje odjezdové návěstní hradlo do doby, než sousední stanice dá za vlakem odhlášku uzavřením koncového traťového hradla.
- koncové traťové hradlo: Vyskytuje se na tratích s poloautomatickým blokem a jde o společný hradlový závěr s vjezdovým návěstním hradlovým závěrem na stavědle. Signalista uzavřením vjezdového návěstního hradla, tedy i koncového traťového hradla dává zároveň do sousední stanice odhlášku (zprávu o příjezdu vlaku). Uzavřením koncového traťového hradla a tedy zároveň návěstního hradla se uzavře vjezdové návěstní hradlo na řídícím přístroji stanice a zároveň se uvolní počáteční traťové hradlo na řídícím přístroji v sousední stanici.
- další druhy: přeřadné, výměnové souhlasové, hradlová zarážka, opakovací.